# Grupo de Investigación Reconocido
Grupo de Investigación Reconocido (GIR)  es una terminología usada en el ámbito académico y que sirve para designar a los equipos compuestos por docentes e investigadores que comparten objetivos, infraestructuras y recursos, y que se encuentran organizados para realizar de forma organizada tareas de investigación. Estos grupos están regulados por las propias universidades, que ofrecen este tipo de unidades para reforzar y facilitar el desarrollo de la investigación, la innovación y la transferencia de conocimientos.

## Tipos de GIR
Existen multitud de Grupos de Investigación Reconocido en cada una de las universidades españolas, los cuales además tratan de campos muy diferentes: Ciencias de la salud, Ciencias sociales y jurídicas, Artes y Humanidades, Ingeniería y Arquitectura, etc. Algunos de estos grupos cuentan con página web propia, donde publican sus actividades, los miembros que conforman el equipo o la producción científica de estos.